# Kristianstads kommun
Kristianstads kommun är en kommun i Skåne län. Centralort är Kristianstad.
Norra delen av kommunen utgörs av ett sprickdalslandskap. Området kring centralorten utgörs av ett öppet landskap med sandiga åkerfält. Norr om Åhus ligger Rinkaby skjutfält och sen vidtar en låglänt moränkust till Tosteberga. Kusten har öppna betesmarker med enefälader och en rik flora med omväxlande kalkfuktängar och stäppartade torrängar. Utanför Landön finns en mindre skärgård, Ängholmarna. Söder om Åhus kantas Hanöbukten av ett kustdynlandskap med vidsträckta sandstränder. Horsten Linderödsåsen med dess branta nordsluttning dominerar kommunens sydvästra del och når havet med Stenshuvud strax söder om Kivik men det ligger i Simrishams kommun. 
I början av 2020-talet var den viktigaste näringsgrenen tjänstesektorn. Det fanns också en stor privat servicesektor. Vidare finns ett av Sveriges största fruktodlingsdistrikt i kommunens nordöstra del. Dessutom finns en omfattande jordbruksproduktion. Dessa är tillsammans basen för en omfattande livsmedelsindustri.
Kommunen har sedan bildandet haft en positiv befolkningsutveckling. Efter valen på 2010- och 2020-talen har kommunen styrts av olika blocköverskridande koalitioner. Mandatperioden 2022–2026 styrs kommunen av Moderaterna, Kristdemokraterna och Sverigedemokraterna.

## Administrativ historik
Kommunens område motsvarar socknarna Degeberga, Djurröd, Everöd, Fjälkestad, Fjälkinge, Färlöv, Gustav Adolf, Huaröd, Hörröd, Ivö, Kiaby, Köpinge, Linderöd, Lyngsjö, Maglehem, Norra Strö, Norra Åsum, Nosaby, Nymö, Oppmanna, Rinkaby, Skepparslöv, Trolle-Ljungby, Träne, Vittskövle, Vånga, Vä, Västra Vram, Åhus, Äsphult, Önnestad, Österslöv, Östra Sönnarslöv och Östra Vram. I dessa socknar bildades vid kommunreformen 1862 landskommuner med motsvarande namn. Inom området fanns även Kristianstads stad som 1863 bildade en stadskommun.
Åhus municipalsamhälle inrättades 11 juni 1887 i Åhus landskommun. Åhus köping bildades 1905 genom en utbrytning ur landskommunen och en del av municipalsamhället. Det kvarvarande municipalsamhället upplöstes när även det området uppgick i Åhus köping.
Vilans municipalsamhälle inrättades 4 november 1887 i Norra Åsums landskommun och upplöstes 1941 då landskommunen uppgick i Kristianstads stad. Önnestads municipalsamhälle inrättades 18 september 1931 och upplöstes vid årsskiftet 1966/1967. Tollarps municipalsamhälle inrättades 14 november 1913 och upplöstes vid årsskiftet 1957/1958.
Vid kommunreformen 1952 skedde olika sammanslagningar och kommunerna Araslöv, Oppmanna och Vånga, Fjälkinge och Tollarp bildades. 
Kristianstads stad införlivade 1967 Araslövs, Nosaby, Träne och Vä landskommuner. Kristianstads kommun bildades vid kommunreformen 1971 av Kristianstads stad, Åhus köping samt Everöds och Fjälkinge landskommuner. 1974 införlivades kommunerna Degeberga, Tollarp och Oppmanna och Vånga. 
Kommunen ingår sedan bildandet i Kristianstads tingsrätts domsaga.
| Tabell över kommunsammanslagningarna efter 1863                                                         | Tabell över kommunsammanslagningarna efter 1863 | Tabell över kommunsammanslagningarna efter 1863 | Tabell över kommunsammanslagningarna efter 1863 | Tabell över kommunsammanslagningarna efter 1863 | Tabell över kommunsammanslagningarna efter 1863 | Tabell över kommunsammanslagningarna efter 1863 | Tabell över kommunsammanslagningarna efter 1863 | Tabell över kommunsammanslagningarna efter 1863 |
| --- | ----------------------------------------------- | ----------------------------------------------- | ----------------------------------------------- | ----------------------------------------------- | ----------------------------------------------- | ----------------------------------------------- | ----------------------------------------------- | ----------------------------------------------- |
| Tabellen nedan visar kommunsammanslagningarna till nuvarande Kristianstads kommun från 1863 och framåt. |                                                 |                                                 |                                                 |                                                 |                                                 |                                                 |                                                 |                                                 |
| Kommunsammanslagningarna till Kristianstads kommun                                                      |                                                 |                                                 |                                                 |                                                 |                                                 |                                                 |                                                 |                                                 |
| före reformerna                                                                                         | före reformerna                                 | efter reformen 1862                             | efter reformen 1862                             | efter reformen 1862                             | dito 1952                                       | dito 1952                                       | dito 1971                                       | dito 1971                                       |
| -1862                                                                                                   | -1862                                           | 1863-1904                                       | 1905-40                                         | 1941-51                                         | 1952-66                                         | 1967-70                                         | 1971-73                                         | 1974-                                           |
| härad                                                                                                   | socken, stad                                    | lands-, stads-, köpingskommuner                 | lands-, stads-, köpingskommuner                 | lands-, stads-, köpingskommuner                 | "storkommun"                                    | "storkommun"                                    | "enhetskommun"                                  | "enhetskommun"                                  |
| Gärd | Degeberga sn                                    | Degeberga ln                                    | Degeberga ln                                    | Degeberga ln                                    | Degeberga ln                                    | Degeberga ln                                    | Degeberga kn                                    |                                                 |
| Gärd | Huaröds sn                                      | Huaröds ln                                      | Huaröds ln                                      | Huaröds ln                                      | Degeberga ln                                    | Degeberga ln                                    | Degeberga kn                                    |                                                 |
| Gärd | Hörröds sn                                      | Hörröds ln                                      | Hörröds ln                                      | Hörröds ln                                      | Degeberga ln                                    | Degeberga ln                                    | Degeberga kn                                    |                                                 |
| Gärd | Maglehems sn                                    | Maglehems ln                                    | Maglehems ln                                    | Maglehems ln                                    | Degeberga ln                                    | Degeberga ln                                    | Degeberga kn                                    |                                                 |
| Gärd | Vittskövle sn                                   | Vittskövle ln                                   | Vittskövle ln                                   | Vittskövle ln                                   | Degeberga ln                                    | Degeberga ln                                    | Degeberga kn                                    |                                                 |
| Gärd | Linderöds sn                                    | Linderöds ln                                    | Linderöds ln                                    | Linderöds ln                                    | Tollarps ln                                     | Tollarps ln                                     | Tollarps kn                                     |                                                 |
| Gärd | Västra Vrams sn                                 | Västra Vrams ln                                 | Västra Vrams ln                                 | Västra Vrams ln                                 | Tollarps ln                                     | Tollarps ln                                     | Tollarps kn                                     |                                                 |
| Gärd | Östra Vrams sn                                  | Östra Vrams ln                                  | Östra Vrams ln                                  | Östra Vrams ln                                  | Tollarps ln                                     | Tollarps ln                                     | Tollarps kn                                     |                                                 |
| Gärd | Lyngsjö sn                                      | Lyngsjö ln                                      | Lyngsjö ln                                      | Lyngsjö ln                                      | Everöds ln                                      | Everöds ln                                      |                                                 |                                                 |
| Gärd | Everöds sn                                      | Everöds ln                                      | Everöds ln                                      | Everöds ln                                      | Everöds ln                                      | Everöds ln                                      | Kristianstads kn                                | Kristianstads kn                                |
| Gärd | Sönnarslövs sn                                  | Sönnarslövs ln (Östra Sönnarslöv 1886-)         | Sönnarslövs ln (Östra Sönnarslöv 1886-)         | Sönnarslövs ln (Östra Sönnarslöv 1886-)         | Everöds ln                                      | Everöds ln                                      | Kristianstads kn                                | Kristianstads kn                                |
| Gärd | Träne sn                                        | Träne ln                                        | Träne ln                                        | Träne ln                                        | Träne ln                                        |                                                 | Kristianstads kn                                | Kristianstads kn                                |
| Gärd | Djurröds sn                                     | Djurröds ln                                     | Djurröds ln                                     | Djurröds ln                                     | Träne ln                                        |                                                 | Kristianstads kn                                | Kristianstads kn                                |
| Gärd | Äsphults sn                                     | Äsphults ln                                     | Äsphults ln                                     | Äsphults ln                                     | Träne ln                                        |                                                 | Kristianstads kn                                | Kristianstads kn                                |
| Gärd | Köpinge sn                                      | Köpinge ln                                      | Köpinge ln                                      | Köpinge ln                                      | Vä ln                                           |                                                 | Kristianstads kn                                | Kristianstads kn                                |
| Gärd | Skepparslövs sn                                 | Skepparslövs ln                                 | Skepparslövs ln                                 | Skepparslövs ln                                 | Vä ln                                           |                                                 | Kristianstads kn                                | Kristianstads kn                                |
| Gärd | Vä sn                                           | Vä ln                                           | Vä ln                                           | Vä ln                                           | Vä ln                                           |                                                 | Kristianstads kn                                | Kristianstads kn                                |
| Gärd | Åsums sn                                        | Åsums ln (Norra Åsum 1886-)                     | Åsums ln (Norra Åsum 1886-)                     |                                                 |                                                 |                                                 | Kristianstads kn                                | Kristianstads kn                                |
| – | Kristianstads stad                              | Kristianstads stad                              | Kristianstads stad                              |                                                 |                                                 |                                                 | Kristianstads kn                                | Kristianstads kn                                |
| Västra Göinge                                                                                           | Önnestads sn                                    | Önnestads ln                                    | Önnestads ln                                    | Önnestads ln                                    | Araslövs ln                                     |                                                 | Kristianstads kn                                | Kristianstads kn                                |
| Östra Göinge                                                                                            | Färlövs sn                                      | Färlövs ln                                      | Färlövs ln                                      | Färlövs ln                                      | Araslövs ln                                     |                                                 | Kristianstads kn                                | Kristianstads kn                                |
| Östra Göinge                                                                                            | Norra Strö sn                                   | Norra Strö ln                                   | Norra Strö ln                                   | Norra Strö ln                                   | Araslövs ln                                     |                                                 | Kristianstads kn                                | Kristianstads kn                                |
| Villand                                                                                                 | Fjelkestad med Råbelövs sn                      | Fjälkestads ln                                  | Fjälkestads ln                                  | Fjälkestads ln                                  | Nosaby ln                                       |                                                 | Kristianstads kn                                | Kristianstads kn                                |
| Villand                                                                                                 | Nosaby sn                                       | Nosaby ln                                       | Nosaby ln                                       | Nosaby ln                                       | Nosaby ln                                       |                                                 | Kristianstads kn                                | Kristianstads kn                                |
| Villand                                                                                                 | Österslövs sn                                   | Österslövs ln                                   | Österslövs ln                                   | Österslövs ln                                   | Nosaby ln                                       |                                                 | Kristianstads kn                                | Kristianstads kn                                |
| Villand                                                                                                 | Fjälkinge sn                                    | Fjälkinge ln                                    | Fjälkinge ln                                    | Fjälkinge ln                                    | Fjälkinge ln                                    | Fjälkinge ln                                    | Kristianstads kn                                | Kristianstads kn                                |
| Villand                                                                                                 | Gustav Adolfs sn                                | Gustav Adolfs ln                                | Gustav Adolfs ln                                | Gustav Adolfs ln                                | Fjälkinge ln                                    | Fjälkinge ln                                    | Kristianstads kn                                | Kristianstads kn                                |
| Villand                                                                                                 | Ivö sn                                          | Ivö ln                                          | Ivö ln                                          | Ivö ln                                          | Fjälkinge ln                                    | Fjälkinge ln                                    | Kristianstads kn                                | Kristianstads kn                                |
| Villand                                                                                                 | Kiaby sn                                        | Kiaby ln                                        | Kiaby ln                                        | Kiaby ln                                        | Fjälkinge ln                                    | Fjälkinge ln                                    |                                                 |                                                 |
| Villand                                                                                                 | Ljungby sn                                      | Ljungby ln (Trolle-Ljungby 1883-)               | Ljungby ln (Trolle-Ljungby 1883-)               | Ljungby ln (Trolle-Ljungby 1883-)               | Fjälkinge ln                                    | Fjälkinge ln                                    |                                                 |                                                 |
| Villand                                                                                                 | Nymö sn                                         | Nymö ln                                         | Nymö ln                                         | Nymö ln                                         | Fjälkinge ln                                    | Fjälkinge ln                                    |                                                 |                                                 |
| Villand                                                                                                 | Rinkaby sn                                      | Rinkaby ln                                      | Rinkaby ln                                      | Rinkaby ln                                      | Fjälkinge ln                                    | Fjälkinge ln                                    |                                                 |                                                 |
| Villand                                                                                                 | Åhus sn                                         | Åhus ln                                         | Åhus köping                                     | Åhus köping                                     |                                                 |                                                 |                                                 |                                                 |
| Villand                                                                                                 | Åhus sn                                         |                                                 |                                                 |                                                 |                                                 |                                                 |                                                 |                                                 |
| Villand                                                                                                 | Oppmanna sn                                     | Oppmanna ln                                     | Oppmanna ln                                     | Oppmanna ln                                     | Oppmanna och Vånga ln                           | Oppmanna och Vånga ln                           | dito kn                                         |                                                 |
| Villand                                                                                                 | Vånga sn                                        | Vånga ln                                        | Vånga ln                                        | Vånga ln                                        | Oppmanna och Vånga ln                           | Oppmanna och Vånga ln                           | dito kn                                         |                                                 |

## Geografi
Med sina 1 346 km² (förutom havsvatten) är Kristianstads kommun Skånes till ytan största kommun.
Kommunen är belägen i nordöstra delen av landskapet Skåne med Hanöbukten och Östersjön i öster. Kristianstads kommun gränsar i söder till Simrishamns kommun och Tomelilla kommun i före detta Kristianstads län, i sydväst till Hörby kommun i före detta Malmöhus län, i nordväst till Hässleholms kommun, Östra Göinge kommun och Osby kommun i före detta Kristianstads län samt i nordöst till Olofströms kommun i Blekinge län och Bromölla kommun i före detta Kristianstads län. I öster har kommunen en havsgräns mot Sölvesborgs kommun i Blekinge län.

### Topografi och hydrografi
Norra delen av kommunen utgörs av ett sprickdalslandskap. Det är kuperat och sjörikt med sjöar som Immeln och Raslången. Majoriteten av sjöarna har klart och näringsfattigt vatten. Området med Oppmannasjön och Ivösjön bildar en  övergång mellan urbergsterrängen i norr och slättlandskapet i söder. 
Området kring centralorten utgörs av ett öppet landskap med sandiga åkerfält. Slättsjöarna Araslövssjön och Hammarsjön i Helge ås vattensystem är grunda och vassrika  vilket lett till att de har ett rikt fågelliv. Norr om Åhus ligger Tostebergakusten med öppna betesmarker med kalkfuktängar och stäppartade torrängar samt en mindre skärgård Ängholmarna. Söder om Åhus ligger Hanöbukten som kantas av ett kustdynlandskap med vidsträckta sandstränder. Horsten Linderödsåsen med dess branta nordsluttning dominerar kommunens sydvästra del. Bland dess djupt nedskurna bäckraviner hittas bland annat Forsakar. Förutom Linderödsåsen finns där också större sammanhängande områden med ädellövskog.
Nedan presenteras andelen av den totala ytan 2020 i kommunen jämfört med riket.
|  | Bebyggelse (8,8 %) |

|  | Skog (44,4 %) |

|  | Öppen myrmark (0,7 %) |

|  | Jordbruksmark (42,3 %) |

|  | Övrig mark (3,9 %) |

|  | Bebyggelse (3,1 %) |

|  | Skog (68,0 %) |

|  | Öppen myrmark (7,2 %) |

|  | Jordbruksmark (7,4 %) |

|  | Övrig mark (14,3 %) |

### Naturskydd

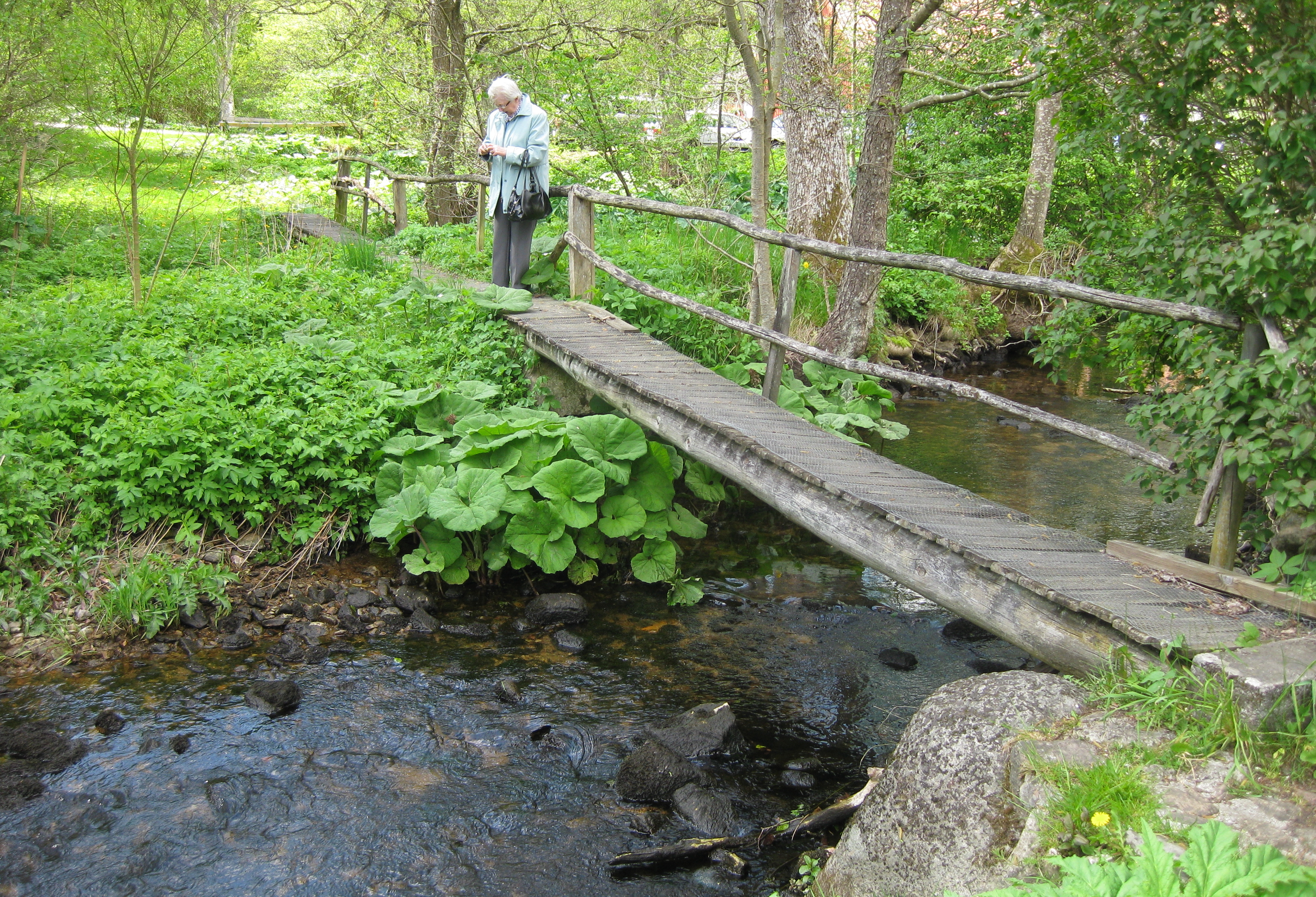
Julebodaån vid Blåherremölla (2012).

År 2024 fanns 66 naturreservat i Kristianstads kommun. Ett exempel är Sånnarna som är ett område med lång historia. I reservatet trivs arter som sandnejlika, sandpadda, månhornsbagge och mullvadssyrsa. Genom reservatet går Sånnaleden och Skåneleden SL 6. Ett annat exempel är Årummet i närheten av Kristianstads centralstation. Reservatet är en del av biosfärområdet Kristianstads vattenrike och hör till Helgens vattensystem som är ett av landets fiskrikaste områden. Där  finns bland annat mal.

### Administrativ indelning
Fram till 2016 var kommunen för befolkningsrapportering indelad i 17 församlingar:
| De 17 församlingarna i Kristianstads kommun |
| --- |
| - Araslövs församling - Bäckaskogs församling - Degeberga-Everöds församling - Fjälkinge-Nymö församling - Gustav Adolf-Rinkaby församling - Kristianstads Heliga Trefaldighets församling - Köpinge församling - Linderöds församling - Norra Åsums församling - Nosaby församling - Oppmanna församling - Träne-Djurröds församling - Vånga församling - Vä-Skepparslövs församling - Västra och Östra Vrams församling - Åhus församling - Äsphults församling |

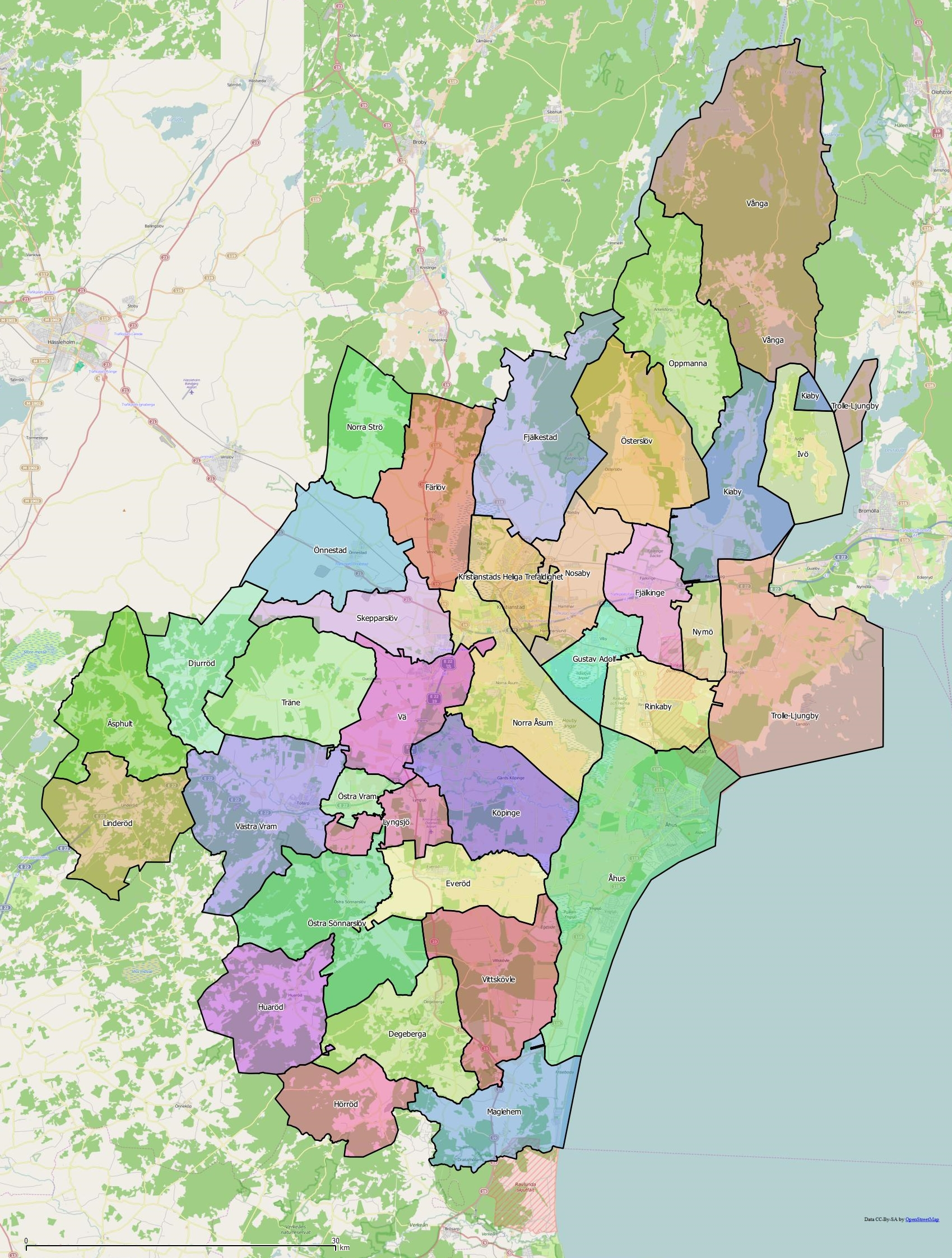
Distrikt inom Kristianstads kommun

Från 2016 indelas kommunen istället i 35  distrikt:
| De 35 distrikten i Kristianstads kommun |
| --- |
| - Degeberga - Djurröd - Everöd - Fjälkestad - Fjälkinge - Färlöv - Gustav Adolf - Huaröd - Hörröd - Ivö - Kiaby - Kristianstads Heliga Trefaldighet - Köpinge - Linderöd - Lyngsjö - Maglehem - Norra Strö - Norra Åsum - Nosaby - Nymö - Oppmanna - Rinkaby - Skepparslöv - Trolle-Ljungby - Träne - Vittskövle - Vånga - Vä - Västra Vram - Åhus - Äsphult - Önnestad - Österslöv - Östra Sönnarslöv - Östra Vram |

### Tätorter
2015 fanns det 25 tätorter i Kristianstads kommun. I tabellen presenteras tätorterna i storleksordning efter befolkning. Centralorten är i fet stil.
| \| Tätort \| Befolkning \| Landareal (hektar) \| Täthet (inv./km²) \| \| ---------------- \| ---------- \| ------------------ \| ----------------- \| \| Kristianstad \| 39 762 \| 2 141 \| 1 857 \| \| Åhus \| 9 840 \| 1 122 \| 877 \| \| Tollarp \| 3 404 \| 446 \| 763 \| \| Hammar \| 3 311 \| 322 \| 1 028 \| \| Fjälkinge \| 1 832 \| 186 \| 984 \| \| Önnestad \| 1 392 \| 218 \| 640 \| \| Degeberga \| 1 328 \| 212 \| 625 \| \| Färlöv \| 1 016 \| 132 \| 769 \| \| Everöd \| 953 \| 154 \| 619 \| \| Gärds Köpinge \| 926 \| 113 \| 818 \| \| Arkelstorp \| 815 \| 156 \| 522 \| \| Rinkaby \| 768 \| 126 \| 608 \| \| Hammarslund \| 587 \| 43 \| 1 352 \| \| Yngsjö \| 565 \| 315 \| 179 \| \| Vinnö \| 499 \| 58 \| 859 \| \| Linderöd \| 468 \| 108 \| 433 \| \| Österslöv \| 460 \| 68 \| 680 \| \| Balsby \| 455 \| 56 \| 811 \| \| Bäckaskog \| 304 \| 42 \| 716 \| \| Nyehusen \| 271 \| 238 \| 114 \| \| Östra Sönnarslöv \| 265 \| 68 \| 390 \| \| Huaröd \| 254 \| 74 \| 342 \| \| Vånga \| 241 \| 117 \| 206 \| \| Vittskövle \| 224 \| 59 \| 382 \| \| Bjärlöv \| 202 \| 69 \| 294 \| |            |                    |                   |
| Tätort | Befolkning | Landareal (hektar) | Täthet (inv./km²) |
| Kristianstad | 39 762     | 2 141              | 1 857             |
| Åhus | 9 840      | 1 122              | 877               |
| Tollarp | 3 404      | 446                | 763               |
| Hammar | 3 311      | 322                | 1 028             |
| Fjälkinge | 1 832      | 186                | 984               |
| Önnestad | 1 392      | 218                | 640               |
| Degeberga | 1 328      | 212                | 625               |
| Färlöv | 1 016      | 132                | 769               |
| Everöd | 953        | 154                | 619               |
| Gärds Köpinge | 926        | 113                | 818               |
| Arkelstorp | 815        | 156                | 522               |
| Rinkaby | 768        | 126                | 608               |
| Hammarslund | 587        | 43                 | 1 352             |
| Yngsjö | 565        | 315                | 179               |
| Vinnö | 499        | 58                 | 859               |
| Linderöd | 468        | 108                | 433               |
| Österslöv | 460        | 68                 | 680               |
| Balsby | 455        | 56                 | 811               |
| Bäckaskog | 304        | 42                 | 716               |
| Nyehusen | 271        | 238                | 114               |
| Östra Sönnarslöv | 265        | 68                 | 390               |
| Huaröd | 254        | 74                 | 342               |
| Vånga | 241        | 117                | 206               |
| Vittskövle | 224        | 59                 | 382               |
| Bjärlöv | 202        | 69                 | 294               |

## Styre och politik

### Styre
| År        | Partier | Partier | Partier | Partier | Partier | Partier |
| --------- | ------- | ------- | ------- | ------- | ------- | ------- |
| 2010-2014 | M       | FP      | C       | MP      | KD      | Åå      |
| 2014-2018 | S       | FP      | C       |         |         |         |
| 2018-2022 | M       | L       | C       | KD      |         |         |
| 2022-2026 | SD      | M       | KD      |         |         |         |

Mandatperioden 2010–2014 styrdes kommunen av en koalition bestående av Moderaterna, Folkpartiet, Centerpartiet, Miljöpartiet och Åhuspartiet. Tillsammans samlade koalitionen 36 av 71 mandat i kommunfullmäktige. Valet 2014 ledde till vad Socialdemokraternas gruppledare Heléne Fritzon kallade en "besvärlig situation". En ny styrande koalition tog över och fick egen majoritet. Den nya koalitionen blev Socialdemokraterna, Folkpartiet och Centerpartiet. Ett nytt styre dröjde efter valet 2018. En månad efter valet presenterades dock en överenskommelse mellan allianspartierna som innebar styre i minoritet.
Valet 2022 ledde till delvis maktskifte. Moderaterna och Kristdemokraterna stannade kvar vid makten medan Centerpartiet och Liberalerna byttes ut mot den nya partnern Sverigedemokraterna. Tillsammans styr partierna i majoritet.

### Kommunfullmäktige

#### Presidium
| Presidium 2022–2026    | Presidium 2022–2026 | Presidium 2022–2026 |
| ---------------------- | ------------------- | ------------------- |
| Ordförande             | M                   | Bo Silverbern       |
| Förste vice ordförande | S                   | Annelie Karlsson    |
| Andre vice ordförande  | SD                  | Niclas Nilsson      |

#### Mandatfördelning 1970–2022
Sverigedemokraterna har på senare år växt och överskuggar numera det tidigare Sjöbopartiet, som lokalt gått under namnet Kristianstadsbygdens framtid. Sverigedemokraterna upprättade dessutom sitt centrala partikansli i Kristianstad efter valet 2010. I kommunen finns även det lokala Åhuspartiet som bildades i början av 1990-talet.
| 31 | 11 | 11 | 8 |

| 53 |

|  | 34 | 19 | 7 | 10 |

| 59 | 12 |

|  | 32 | 17 | 10 | 11 |

| 56 | 15 |

|  | 32 | 13 | 10 | 15 |

| 49 | 22 |

|  | 35 | 12 | 6 | 17 |

| 47 | 24 |

|  | 33 | 11 | 10 | 16 |

| 52 | 19 |

|  | 34 | 4 | 10 | 9 | 13 |

| 48 | 23 |

| 29 | 4 | 8 | 8 | 3 | 19 |

| 46 | 25 |

|  | 36 | 3 |  |  | 6 | 5 |  | 14 |

| 41 | 30 |

| 5 | 26 | 3 | 4 |  | 4 | 6 | 6 | 15 |

| 45 | 26 |

| 4 | 28 |  | 4 |  | 4 | 11 | 6 | 12 |

| 40 | 31 |

|  | 25 | 3 | 3 | 4 |  | 5 | 11 | 3 | 14 |

| 40 | 31 |

|  | 21 | 4 | 9 |  |  | 4 | 10 |  | 17 |

| 43 | 28 |

|  | 23 | 4 | 14 |  | 5 | 10 |  | 11 |

| 41 | 30 |

| 3 | 17 | 16 | 4 | 9 | 3 | 13 |

| 39 | 26 |

| 4 | 17 | 16 | 3 | 8 | 3 | 14 |

| 39 | 26 |

### Nämnder

#### Kommunstyrelse
| Presidium 2022–2026    | Presidium 2022–2026 | Presidium 2022–2026 |
| ---------------------- | ------------------- | ------------------- |
| Ordförande             | M                   | Camilla Palm        |
| Förste vice ordförande | SD                  | Ian Fernheden       |
| Andre vice ordförande  | S                   | Ulrika Tollgren     |

#### Lista över kommunstyrelsens ordförande
Socialdemokraterna och Liberalerna (då Folkpartiet) kom i november 2014 överens om ett delat ledarskap som innebar att de båda partierna omväxlande tillsatte ordförande- och förste vice ordförandeposten i kommunstyrelsen under mandatperioden. Den av de båda som inte hade ordförandeposten under perioden var då vald till förste vice ordförande.
- Thage Persson, Moderaterna, 1992–1994[23]
- Lars-Erik Bengtsson, Socialdemokraterna, 1995–1998[24][25]
- Bo Kristiansson, Socialdemokraterna, 1999–2002[26]
- Heléne Fritzon, Socialdemokraterna, 2003–2006[27][28]
- Göran Asklöf, Moderaterna, 2007–2008[28]
- Bengt Gustafson, Moderaterna, 2008–18 april 2011[29][30]
- Pierre Månsson, Liberalerna, 10 maj 2011–november 2014[31]
- Heléne Fritzon, Socialdemokraterna, november 2014–november 2015[32]
- Pierre Månsson, Liberalerna, november 2015–november 2016[32]
- Heléne Fritzon, Socialdemokraterna, november 2016–november 2017[32]
- Pierre Månsson, Liberalerna, november 2017–2018[32]
- Pierre Månsson, Liberalerna, 13 november 2018–31 december 2019[33]
- Peter Johansson, Moderaterna, 1 januari 2020–31 december 2020[33]
- Pierre Månsson, Liberalerna, 1 januari 2021–31 december 2021[33]
- Peter Johansson, Moderaterna, 1 januari 2022–31 maj 2022[34][33]
- Camilla Palm, Moderaterna, 1 juni 2022–[34]

Denna lista hämtas från Wikidata. Informationen kan ändras där.

#### Övriga nämnder
| Nämnd                         | Ordförande | Ordförande                | Förste vice ordförande | Förste vice ordförande | Andre vice ordförande | Andre vice ordförande   |
| ----------------------------- | ---------- | ------------------------- | ---------------------- | ---------------------- | --------------------- | ----------------------- |
| Arbete- och välfärdsnämnden   | M          | Richard Berggren          | SD                     | Carl Henrik Nilsson    | S                     | Katarina Honoré         |
| Barn- och utbildningsnämnden  | M          | Monika Åängasköld         | SD                     | Fia Rosenstråle        | S                     | Sabina Månsson Hultgren |
| Byggnadsnämnden               | KD         | Christina Anefur Borglund | S                      | Fredrik Winberg        |                       |                         |
| Kultur- och fritidsnämnden    | M          | Lena Ohlsson              | S                      | Leif Sivtoft           |                       |                         |
| Miljö- och hälsoskyddsnämnden | M          | Ulf Persson               | S                      | Anders Svensson        |                       |                         |
| Omsorgsnämnden                | KD         | Michael Anefur            | SD                     | Håkan Englund          | S                     | Kristina Lindbåge       |
| Räddningsnämnden              | M          | Camilla Palm              | SD                     | Ian Fernheden          | S                     | Ulrika Tollgren         |
| Tekniska nämnden              | SD         | Pia Dahlin                | S                      | Thomas Nilsson         |                       |                         |
| Valnämnden                    | M          | Magnus Englund            | S                      | Johannes Jeppsson      |                       |                         |
| Överförmyndarnämnden          | SD         | Pia Dahlin                | S                      | Tommy Nilsson          |                       |                         |

Källa:

### Vänorter
- Rendsburg, Tyskland[36]
- Köge Danmark
- Uman Ukraina

Därutöver har Kristianstads kommun ett samarbetsavtal med Køge, Danmark.

## Ekonomi och infrastruktur

### Näringsliv
Näringslivet i centralorten skildras också i artikeln om Kristianstad. 
I början av 2020-talet var den viktigaste näringsgrenen tjänstesektorn, vilken sysselsatte 40 procent av alla yrkesverksamma i kommunen. Arbetsmarknaden domineras av den offentliga sektorn. De största arbetsgivaren var kommunen själv med över 8 000  anställda 2021. Som ses i tabellen är andra offentliga verksamheter som högskolan också stora arbetsgivare. Till detta kommer Samhalls 325 anställda. Dessutom har tre större assistansbolag säte i kommunen med 875 anställda. Dessa bolags verksamhet var dock spridd över flera kommuner.
| Största arbetsgivare 2005               | Anställda | Största arbetsgivare 2021      | Anställda |
| --------------------------------------- | --------- | ------------------------------ | --------- |
| Kristianstads kommun                    | 7 275     | Kristianstads kommun           | 8 525     |
| Skåne läns landsting                    | 3 525     | Region Skåne                   | 4 025     |
| Swedish meats ek. för.                  | 825       | HK Scan Sweden AB              | 675       |
| Högskolan i Kristianstad                | 525       | Högskolan i Kristianstad       | 625       |
| AB Kronfågel Sverige                    | 425       | Furuboda Assistans AB          | 375       |
| Rikskooperativet Blå assistans          | 325       | Samhall AB                     | 325       |
| Samhall AB                              | 325       | The Absolut Company Aktiebolag | 325       |
| Bong Ljungdahl Sverige AB               | 275       | Wikan Personal AB              | 325       |
| V&S Vin & Sprit AB (PUBL)               | 275       | Mejdej-kooperativet            | 275       |
| Försäkringskassan                       | 225       | Trafikverket                   | 275       |
| Kristianstad–Blekinge Konsumentförening | 225       | Calluna Assistans Handelsbolag | 225       |
| Kristianstads Sparbank                  | 225       | Kriminalvården                 | 225       |
| Nolato Alpha AB                         | 225       | Lyckeby Culinar AB             | 225       |
| Rikspolisstyrelsen                      | 225       | Point logistik gota media AB   | 225       |
| Schenker AB                             | 175       | Polismyndigheten               | 225       |

Branscher med flest sysselsatta i Kristianstad var 2021:
- vård och omsorg; sociala tjänster med 9 372 anställda
- handel med 4 988 anställda
- utbildning med 4 879 anställda

Enligt Ekonomifakta hade kommunen 8 525 anställda 2022, då inklusive tidsbegränsade anställningar och timanställda.Kristianstad kommun hade 7 300 anställda 2023 och var även då den största arbetsgivaren i kommunen.

#### Jord- och skogsbruk
Ett av Sveriges största frukt- och bärodlingsdistrikt finns i kommunens nordöstra del. Dessutom finns en omfattande jordbruksproduktion med inriktning inom animalieproduktionen på grisuppfödning och mjölkproduktion. På de sandiga markerna runt Kristianstad och på Listerlandet odlas mycket potatis som är grunden för stärkelseindustrin och tidigare för brännerier. I modern tid bränns spriten på säd men verksamheten är fortsatt koncentrerad till Kristianstad. Dessa produkter är tillsammans basen för en omfattande livsmedelsindustri som inkluderar företag som Scan-koncernen, The Absolut Company med bränneri i Nöbbelöv och vodkaproduktion i Åhus, Orkla Food Sverige AB (med Önos i Tollarp), Skånemejerier (med Ostmejeri på Näsby) och Lyckeby Culinar (i Fjälkinge och Nöbbelöv). 

#### Industri
Tillverkning och byggnadsverksamhet stod för 16,4 procent av de anställda 2021 vilket speglar tjänstesektorns stora tillväxt.

#### Tjänster
Region Skåne med centrala administrationen och Centralsjukhuset i Kristianstad varav centralsjukhuset hade cirka 2 000 anställda 2023. Inräknat vårdcentraler och administration hade de över 4 000 anställda i kommunen. Andra större arbetsgivare var staten med Trafiksäkerhetsverket och Polismyndigheten samt delar av Länsstyrelsen i Skåne län. Det fanns också en stor privat servicesektor med stora assistansbolag som största arbetsgivare. 

### Infrastruktur

#### Transporter
Från nordöst mot sydväst genomkorsas kommunen av motorvägen på E22 och i nord-sydlig riktning av riksväg 19. I Kristianstad avtar riksväg 21 åt nordväst. Länsväg 118 sträcker sig från norr mot sydöst efter kusten. Kristianstads centralstation är slutstation för Blekinge kustbana från nordöst som där ansluter till Skånebanan västerut. Banorna trafikeras av Öresundstågs fjärrtåg och Pågatågens regiontåg. De senare stannar även i Fjälkinge och Önnestad på väg mellan Karlshamn och Hässleholm.

## Befolkning

### Demografi

#### Befolkningsutveckling
Kommunen har 86 247 invånare (31 mars 2025), vilket placerar den på 26:e plats avseende folkmängd bland Sveriges kommuner.
| Befolkningsutvecklingen i Kristianstads kommun 1810–2020 | Befolkningsutvecklingen i Kristianstads kommun 1810–2020 | Befolkningsutvecklingen i Kristianstads kommun 1810–2020 | Befolkningsutvecklingen i Kristianstads kommun 1810–2020 | Befolkningsutvecklingen i Kristianstads kommun 1810–2020 |
| -------------------------------------------------------- | -------------------------------------------------------- | -------------------------------------------------------- | -------------------------------------------------------- | -------------------------------------------------------- |
|                                                          |                                                          |                                                          |                                                          |                                                          |
| År                                                       |                                                          |                                                          | Folkmängd                                                |                                                          |
| 1810                                                     | 1810                                                     |                                                          | 31 571                                                   |                                                          |
| 1850                                                     | 1850                                                     |                                                          | 48 195                                                   |                                                          |
| 1900                                                     | 1900                                                     |                                                          | 56 017                                                   |                                                          |
| 1950                                                     | 1950                                                     |                                                          | 64 620                                                   |                                                          |
| 1975                                                     | 1975                                                     |                                                          | 67 499                                                   |                                                          |
| 1980                                                     | 1980                                                     |                                                          | 68 886                                                   |                                                          |
| 1985                                                     | 1985                                                     |                                                          | 69 752                                                   |                                                          |
| 1990                                                     | 1990                                                     |                                                          | 71 750                                                   |                                                          |
| 1995                                                     | 1995                                                     |                                                          | 73 786                                                   |                                                          |
| 2000                                                     | 2000                                                     |                                                          | 74 161                                                   |                                                          |
| 2005                                                     | 2005                                                     |                                                          | 75 915                                                   |                                                          |
| 2010                                                     | 2010                                                     |                                                          | 79 543                                                   |                                                          |
| 2015                                                     | 2015                                                     |                                                          | 82 510                                                   |                                                          |
| 2020                                                     | 2020                                                     |                                                          | 86 217                                                   |                                                          |

#### Utländsk bakgrund
Den 31 december 2015 utgjorde antalet invånare med utländsk bakgrund (utrikes födda personer samt inrikes födda med två utrikes födda föräldrar) 8 606, eller 21,49 % av befolkningen (hela befolkningen: 82 510 den 31 december 2015). Den 31 december 2002 utgjorde antalet invånare med utländsk bakgrund enligt samma definition 8 606, eller 11,48 % av befolkningen (hela befolkningen: 74 951 den 31 december 2002).

#### Invånare efter de vanligaste födelseländerna
Den 31 december 2015 utgjorde folkmängden i Kristianstads kommun 82 510 personer. Av dessa var 13 673 personer (16,57 %) födda i ett annat land än Sverige. I denna tabell har de nordiska länderna samt de 12 länder med flest antal utrikes födda (i hela riket) tagits med. En person som inte kommer från något av de här 17 länderna har istället av Statistiska centralbyrån förts till den världsdel som födelselandet tillhör.
| Födelseland      | Födelseland                       | Födelseland |
| ---------------- | --------------------------------- | ----------- |
| 31 december 2015 |                                   |             |
| 1                | Sverige                           | 68 837      |
| 2                | Irak                              | 2 295       |
| 3                | Asien: Övriga länder              | 1 796       |
| 4                | Europeiska unionen: Övriga länder | 1 383       |
| 5                | Syrien                            | 1 215       |
| 6                | / SFR Jugoslavien/FR Jugoslavien  | 1 188       |
| 7                | Polen                             | 1 019       |
| 8                | Bosnien och Hercegovina           | 628         |
| 9                | Europa utom EU: Övriga länder     | 623         |
| 10               | Somalia                           | 507         |
| 11               | Afrika: Övriga länder             | 469         |
| 12               | Danmark                           | 390         |
| 13               | Finland                           | 349         |
| 14               | Tyskland                          | 339         |
| 15               | Sydamerika                        | 258         |
| 16               | Afghanistan                       | 256         |
| 17               | Thailand                          | 228         |
| 18               | Nordamerika                       | 153         |
| 19               | Eritrea                           | 135         |
| 20               | Norge                             | 132         |
| 21               | Iran                              | 103         |
| 22               | Turkiet                           | 86          |
| 23               | Island                            | 64          |
| 24               | Oceanien                          | 21          |
| 24               | Okänt födelseland                 | 21          |
| 26               | Sovjetunionen                     | 15          |

## Kultur

### Kulturarv
I Kristianstads kommun finns över 20 byggnadsminnen, varav 10 byggnader är belägna i Kristianstad stad. Trefaldighetskyrkan är skyddad av annan lagstiftning men Kristianstad Centralstation är däremot byggnadsminne vari stationen, ett lokstall och ett vattentorn ingår. Runt stora torg ligger Stora Kronohuset som huserat Hovrätten men också militära staber. Vid stora torg finns Posthuset (nu en del av Regionmuseet) och före detta Riksbanken och Tyghuset som nu inrymmer Regionmuseet och har Söderport inbyggd som port till gården. Förutom dessa byggnader ingår fyra militära byggnader. Äldre byggnaden Södra kasern och Norra Kasern, Norreport och Fyrkappan vid Norra Kasernen. Gamla länsresidenset i Kristianstad och slutligen är Fornstugan i Tivoliparken ursprungligen byggd som museum i nationalromantisk stil är också byggnadsminne. Byggnaderna representerar den officiella staden och dess militära historia men speglar inte miljöer för de vanliga enkla invånarna. Östergrenska gården är däremot en mera vanlig bostadsbyggnad. Kristianstads militära förflutna kom i dagen under våren 2022 då det gjordes en arkeologisk  undersökning intill Vattenverket då man  frilade ruiner efter 1700-talets stora befästningsverk; en murad kasematt med plats för sex kanoner.
Utanför staden finns Cedergrenska gården och von Bergska gården i Åhus. Everöds prästgård och Österslövs gamla prästgård representerar prästbostäder samt Vittskövle slott som representerar adelsborgarna och Bäckaskogs slott är ett kloster omvandlat till adelsborg och kungligt sommarslott. Villa Oretorp vid Maltesholm är en adlig bostadsvilla. Byggnadsminnena representerar borgarbostäder, prästbostäder och adliga bostäder. Indelningsverkets bostäder representeras av Ryttmästarbostället  i Köpinge och Lillö kungsgård som var officersboställe däremot saknas soldattorp. Skogstorpet i Skärsnäs är ett arrendetorp som representerar torparklassen. Blåherremölla kvarn får representera vattenkvarnar och mjölnarna medan Hovby smedja får representera smederna. Tobaksmonopolets anläggning i Fjälkinge representerar tobaksodlingen men de mindre odlarnas tobakslador är inte bland de utvalda byggnaderna. 
Två folkrörelsebyggnader finns med Ekestads Folkets Park och Perstorps kapell vid Oppmanna som byggdes av baptisterna. Endast två anläggningar av industriell art är byggnadsminnen, Torsebro krutbruk  och Folkestorps bränneri.

### Kommunsymboler

#### Kommunvapen
Blasonering: I blått fält två mot varandra vända, uppresta lejon mellan sig bärande ett krönt monogram, C4, allt av guld.
Staden Kristianstad grundades av den danske kungen Kristian IV som en bastion mot den svenske arvfienden. Grundaren gav också staden dess vapen i privilegiebrevet från 1622. Vid freden i Roskilde 1658 tillföll Skåne slutgiltigt Sverige. Staden fick dock behålla såväl namn som vapen. Vapnet fastställdes för Kristianstads stad 1932. Efter kommunbildningen, då flera vapen (Tollarps, Väs och Åhus) upphörde bestämde man sig för att låta registrera stadsvapnet för den nya kommunen 1975.

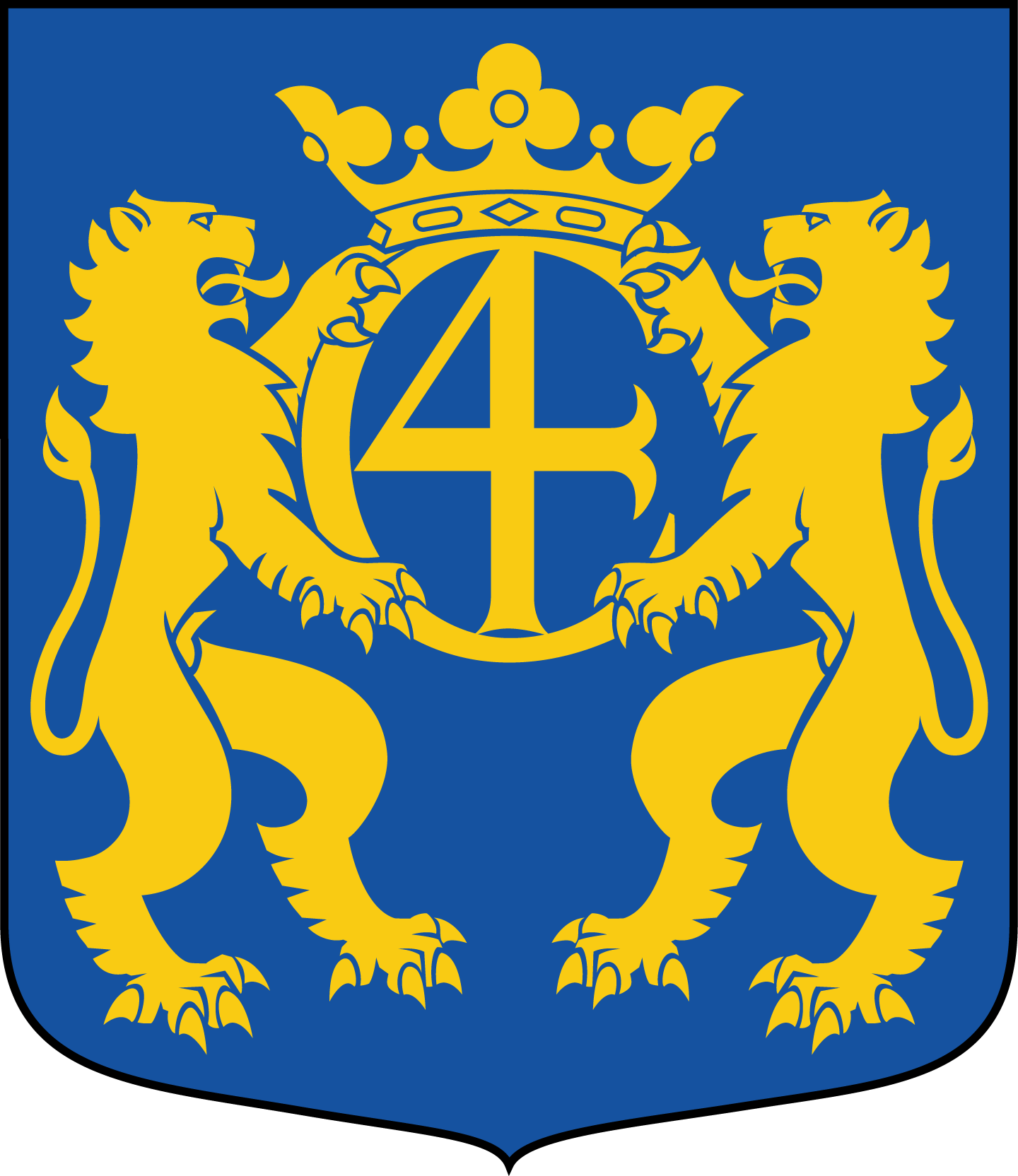
Kristianstads stad (1932–1970) Kristianstads kommun (1971-)
Tollarps landskommun (1953–1970) Tollarps kommun (1971–1973)
Vä landskommun (1960–1966)
Åhus köping (1948–1970)

#### Kommunfågel

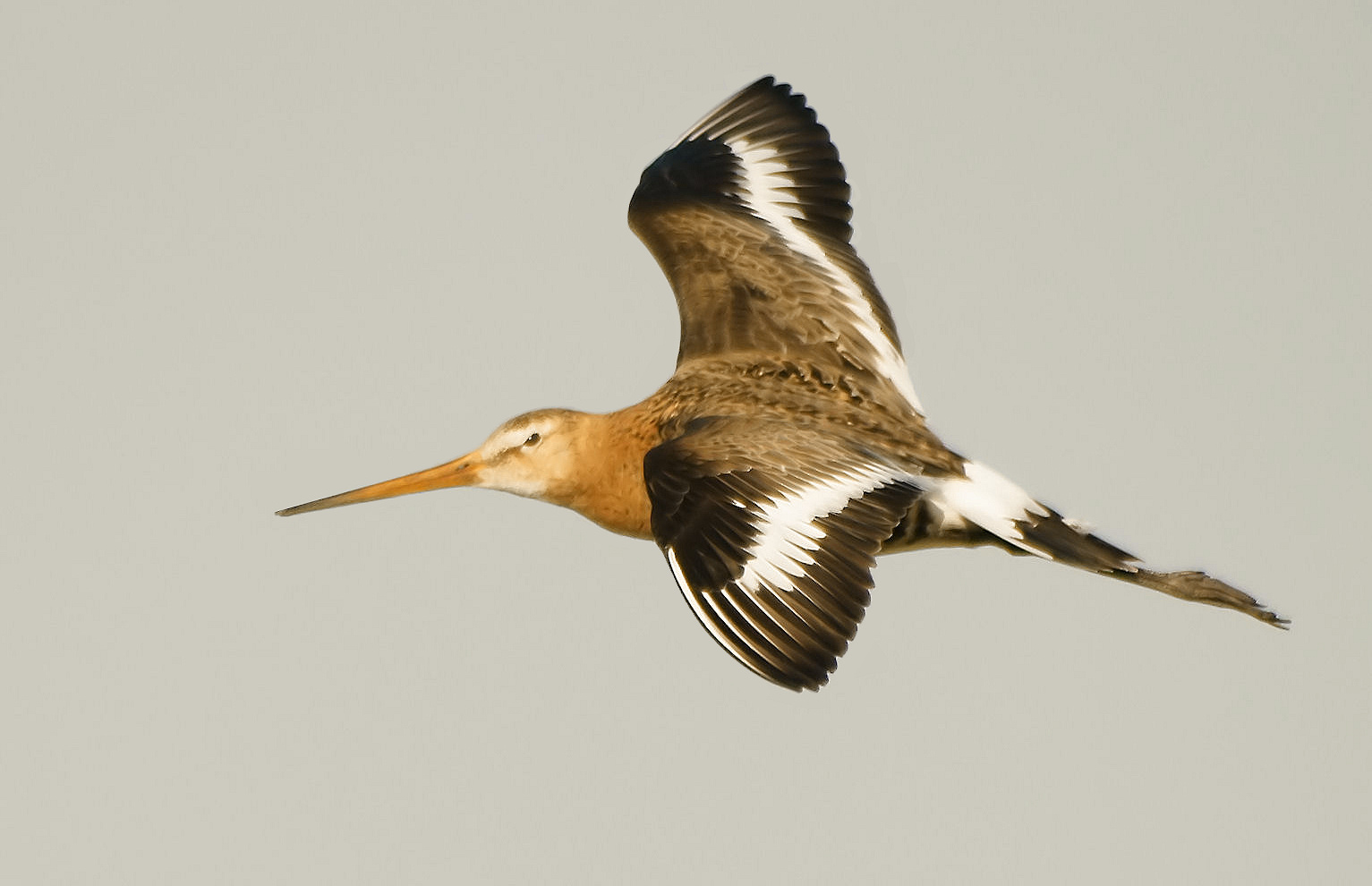
Rödspoven är Kristianstads kommunfågel.

Rödspoven är Kristianstads kommunfågel